# Софіївське нафтове родовище
Софіївське нафтове родовище — належить до Монастирищенсько-Софіївського нафтоносного району Східного нафтогазоносного регіону України.

## Опис
Розташоване в Чернігівській області, на відстані 35 км від м. Ічня.
Знаходиться в межах Плисківсько-Лисогорівського виступу кристалічного фундаменту приосьової зони Дніпровсько-Донецької западини.
Структура (брахіантикліналь північно-західного простягання 3,5х1,2 м) виявлена в 1971 р. Перший промисл. приплив нафти отримано з інт. 3877-3881 м в 1986 р. Родовище розкрите 9-а свердловинами. Газові поклади — від палеогену до девону. 
Поклади пластові, пастки склепінчасті, тектонічно екрановані. Колектори — пісковики та алевроліти. 
Експлуатується з 1981 р. Режим Покладів пружноводонапірний. Запаси початкові видобувні категорій А+В+С1 — 1213 тис.т нафти; розчиненого газу 95 млн. м³. Густина дегазованої нафти 807-868 кг/м³.